# Зеленівка (Бердянський район)
Зеле́нівка — болгарське село в Україні, у Бердянському районі Запорізької області. Населення становить 1014 осіб. Орган місцевого самоврядування — Зеленівська сільська рада.

## Географія
Село Зеленівка знаходиться на лівому березі річки Лозуватки, за 36 км на північ від районного центру. Нижче за течією на відстані 3 км розташоване село Юр'ївка. До залізничної станції Нельгівка на лінії Пологи — Бердянськ — 12 км. Селом проходить автомобільна дорога Н30.

## Історія
Засноване село 1862 року болгарами-переселенцями з бессарабського села Імпуціта на місці ногайського поселення План-он-екі.
Після ліквідації Приморського району 19 липня 2020 року село увійшло до Бердянського району.

## Населення

### Мова
Розподіл населення за рідною мовою за даними :
| Мова            | Кількість | Відсоток |
| --------------- | --------- | -------- |
| російська       | 690       | 68.05%   |
| болгарська      | 210       | 20.71%   |
| українська      | 111       | 10.95%   |
| вірменська      | 1         | 0.10%    |
| польська        | 1         | 0.10%    |
| інші/не вказали | 1         | 0.09%    |
| Усього          | 1014      | 100%     |

## Економіка
- «Агроплюс-Сервіс», ТОВ.

## Об'єкти соціальної сфери
- Школа.
- Дитячий садочок.
- Будинок культури.
- Лікарська амбулаторія.

## Пам'ятки
- Церква на честь св. благовірного князя Олександра Невського.

## Відомі люди
- Александар Кетков - болгарський письменник в Україні, діяч болгарського відродження на півдні України.